# Tu viện Pannonhalma
Tu viện dòng Thánh Biển Đức Pannonhalma hay còn gọi là tu viện Pannonhalma (tiếng Latinh: Archiabbatia or Abbatia Territorialis Sancti Martini in Monte Pannoniae) là một công trình tôn giáo từ thời Trung Cổ ở Pannonhalma và là một trong những di tích lịch sử lâu đời nhất tại Hungary. Được thành lập vào năm 966, tu viện Pannonhalma nằm trên đỉnh đồi có độ cao là 282 mét. Tương truyền rằng, Thánh Martinô thành Tours được hạ sinh dưới chân đồi nơi có tu viện, vì vậy khi xưa ngọn đồi này còn có tên là đồi Thánh Martinô (tiếng Hungary: Márton-hegy). Từ đó, tu viện còn có một tên gọi khác là Márton-hegyi Apátság. Tu viện Pannonhalma là tu viện lãnh thổ (territorial abbey) lớn thứ hai trên thế giới, chỉ sau tu viện ở Monte Cassino.
Các điểm tham quan chính trong tu viện Pannonhalma gồm có: Vương cung thánh đường và hầm mộ (được xây từ thế kỷ 13), hệ thống cột và hành lang có mái che (cloisters), thư viện lớn với 360,000 đầu sách, nhà ăn theo phong cách Baroque (điển hình với nghệ thuật quang học) và bộ sưu tập Archabbey.
Hiện nay, đang có khoảng 50 tu sĩ sống trong tu viện Pannonhalma. Trong tu viện còn có thêm một trường trung học phổ thông dòng Thánh Biển Đức. Đây là một trường nội trú dành cho các nam sinh.

## Lịch sử
Tu viện Pannonhalma được thành lập vào năm 996 bởi Đại hoàng tử Géza với vai trò là tu viện dòng Thánh Biển Đức đầu tiên của Hungary. Nơi này được xây dựng để làm chốn ở cho các tu sĩ rồi đã dần trở thành trung tâm của dòng Thánh Biển Đức tại Hungary. Ngoài ra, tu viện còn là nơi thờ phượng Thánh Martinô thành Tours. Con trai của Géza là vua István I của Hungary đã hiến tặng nhiều tài sản và đặc quyền cho tu viện này. Tu viện trưởng đầu tiên của tu viện Pannonhalma là Astrik hay còn được gọi là Anastasius.
Thư viện tại tu viện Pannonhalma là nơi lưu giữ văn bản cổ nhất viết bằng tiếng Hungary, đó chính là Hiến chương thành lập tu viện dòng Thánh Biển Đức ở Tihany, có niên đại từ năm 1055. Năm 1096, khi đang trên đường đến Đất Thánh, Công tước Godfrey của Bouillon đã dành một tuần ở tu viện Pannonhalma để thương thảo với vua Coloman về việc cho đội quân thập tự chinh của mình được đi qua lãnh thổ Hungary một cách bình yên. Các công trình đầu tiên trong toàn bộ khu phức hợp của tu viện đã bị phá hủy vào năm 1137, sau đó đã được tái thiết lại. Trong quá trình trùng tu, riêng hệ thống cột trụ và mái vòm của tòa vương cung thánh đường đã phải dùng lại phần tường vốn có của nhà thờ cũ. Năm 1486, tu viện được xây lại theo kiểu kiến trúc Gothic, dưới thời vua Mátyás Corvin.
Toàn bộ tu viện được xây lại theo kiểu kiến trúc mái vòm vào năm 1541. Đây là một phần hệ quả của việc Châu Âu bị Đế chế Ottoman xâm lược vào thế kỷ 16 và thế kỷ 17. Trong suốt hơn một thế kỷ bị quân Thổ chiếm đóng, các tu sĩ đã phải bỏ tu viện Pannonhalma đi nơi khác. Sau khi quân Thổ rút lui, các tu sĩ mới trở về để bắt đầu công cuộc tái thiết các công trình bị hư hại. Cụ thể, dưới thời Tu viện trưởng Benedek Sajghó, một cuộc đại trùng tu theo phong cách Baroque đã được tiến hành tại tu viện.
Vào thế kỷ 17 và thế kỷ 18, khu phức hợp của tu viện đã được trang hoàng lại và cơi nới mở rộng diện tích theo kiểu kiến trúc Baroque. Phần lớn mặt tiền ngày nay của tu viện có niên đại từ thời điểm này. Tu viện Pannonhalma đạt đến hình dáng như hiện tại vào năm 1832, với thư viện và tòa tháp được xây theo phong cách cổ điển. Trong thế kỷ 18, thời kỳ Khai sáng đã ảnh hưởng ít nhiều lên cuộc sống của toàn bộ tu viện. Theo đó, các quốc vương chỉ chấp nhận những hoạt động phục vụ nhu cầu thiết yếu của cộng đồng, điển hình như chăm sóc người bệnh và giáo dục. Sang đến những năm 1860, Ferenc Storno đã tổ chức một cuộc cải tạo lớn cho tu viện, chủ yếu tập trung vào khu vực vương cung thánh đường.
Sau năm 1945, Hungary trở thành một quốc gia theo chủ nghĩa Cộng sản. Vào năm 1950, tài sản của Dòng Thánh Biển Đức tại tu viện và các trường học do dòng Thánh điều hành đều đem sung công, không được trả lại cho đến khi chủ nghĩa Cộng sản ở Hungary chấm dứt. Năm 1995, một năm trước lễ kỷ niệm thiên niên kỷ, khu phức hợp của tu viện đã được tái thiết và cải tạo lại hoàn toàn. Năm 1996, "Tu viện Dòng Thánh Biển Đức Thiên niên kỷ Pannonhalma và Cảnh quan thiên nhiên xung quanh" đã được UNESCO bầu chọn là Di sản Thế giới.

### Các sự kiện nổi bật
Tu viện Pannonhalma từng được nhiều nhân vật nổi tiếng ghé thăm, trong đó có: Thượng phụ Alexy II của Moskva (1994), Giáo hoàng Gioan Phaolô II (1996) Thượng phụ Đại kết thành Constantinopolis và Đức Đạt-lại Lạt-ma thứ 14 (2000). Ngoài ra, còn có một bộ phim được làm về tu viện trưởng Asztrik Várszegi, có tên là A közvetítő (nghĩa là người hòa giải). Công chúa Stéphanie, Thái nữ của Áo đã qua đời tại tu viện và được an táng tại đây vào năm 1945. Tháng 7 năm 2011, trái tim của vị Thái tử cuối cùng của Đế quốc Áo – Hung, Otto von Habsburg, đã được chôn cất tại tu viện Pannonhalma.